# المسيحية في هندوراس

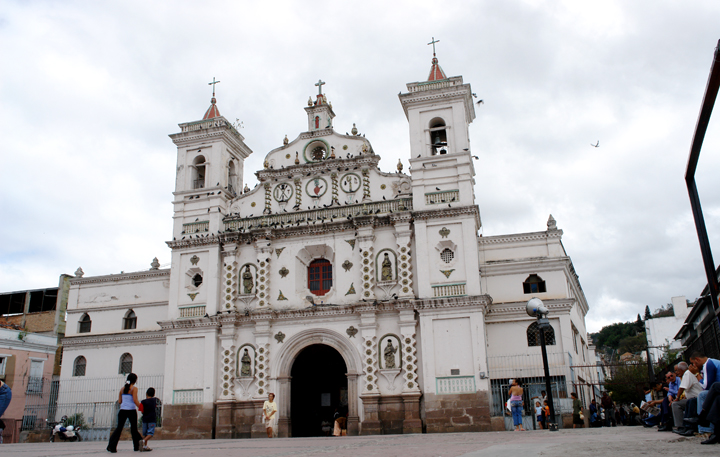
كنيسة لوس دولوريس في تيجوسيجالبا.

المسيحية في هندوراس هي الديانة السائدة والمهيمنة، في عام 2013 كانت الغالبيّة العظمى (89.7%) من سكان هندوراس من المسيحيين، تاريخيًا تًعد الكنيسة الرومانية الكاثوليكية أكبر الأديان المعتنقة في البلاد. وفقًا لتقارير، فإن العضوية في الكنيسة الكاثوليكية في تراجع لصالح العضوية في الكنائس البروتستانتية؛ حيث بدأت الكنائس الإنجيلية تكسب موطئ قدم في البلاد منذ 1980.
منذ الإستعمار الإسباني، أصبحت هندوراس بلد كاثوليكي. وكانت الكنيسة الكاثوليكية وما زالت تحتل مكانًا هامًا في الحكومة والمجتمع. ويعود تاريخ الكنيسة الرومانية الكاثوليكية في البلاد إلى الحقبة الإستعماريَّة الإسبانيَّة واستمرت كأهم مؤسسة في البلاد في القرن الحادي والعشرين. وتعد الكاثوليكية هي واحدة من الموروثات الرئيسيَّة للحقبة الإستعماريَّة الإسبانية، إلى جانب الإسبانية كلغة الأمة.
ينص دستور هندوراس على حرية الدين. وتمتع الكونغرس الوطني في هندوراس بسلطة الاعتراف القانوني بالجماعات الدينية، مما يمنحها وضعًا معفيًا من الضرائب وامتيازات أخرى. الكنيسة الكاثوليكية هي المنظمة الوحيدة المعترف بها قانونًا كمجموعة دينية، على الرغم من أن الجماعات الدينية الأخرى يمكنها التسجيل لدى الحكومة كمنظمات غير حكومية. وقد انتقدت بعض الجماعات الدينية ذلك باعتباره يشكل معاملة تفضيلية للكنيسة الكاثوليكية على حساب المجموعات الأخرى.

## تاريخ

### الحقبة الاستعمارية

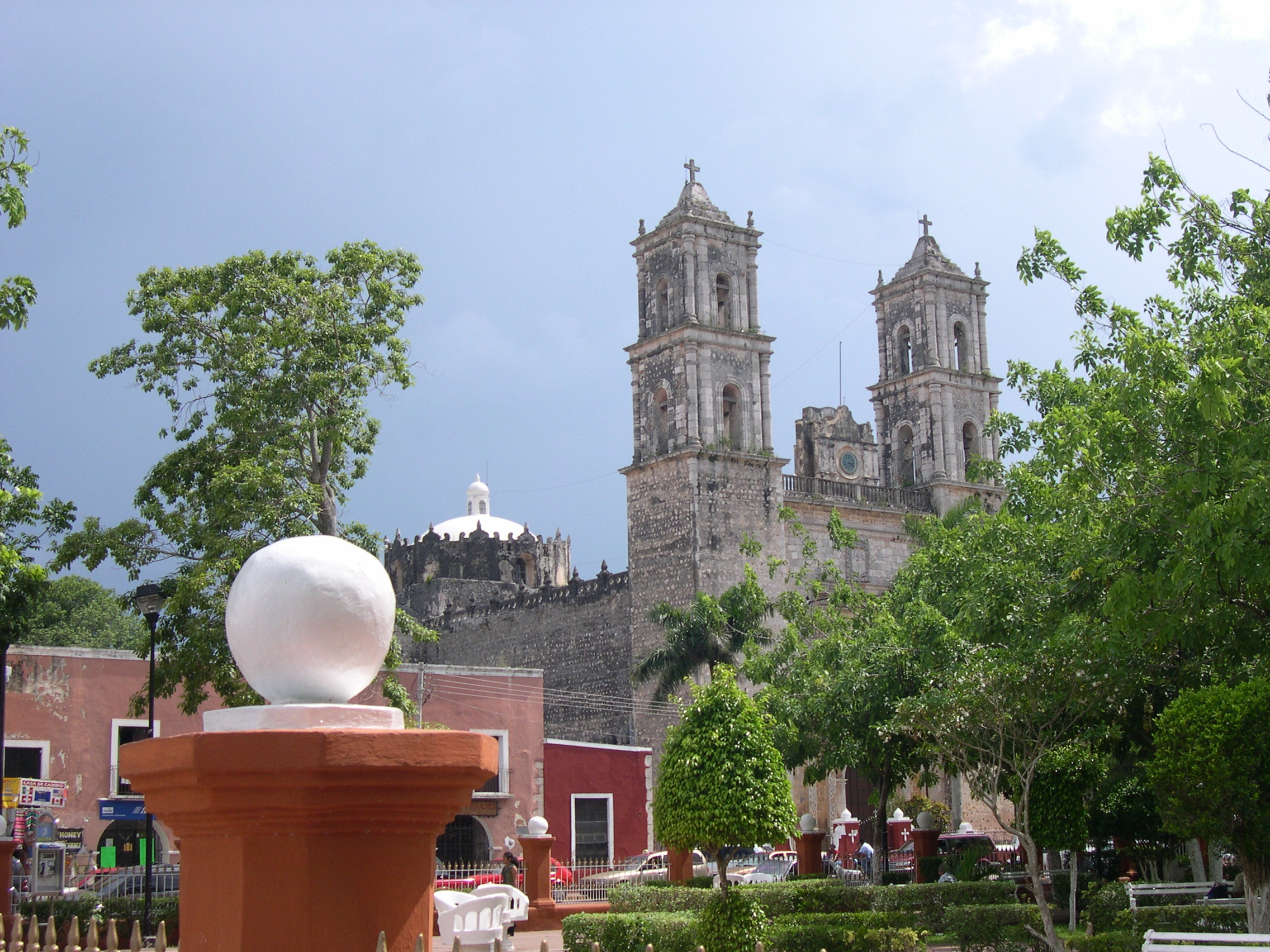
كاتدرائية ليمبيرا.

تعود جذور المسيحية في هندوراس إلى الغزو الإسباني للبلاد، حيث رافق الكهنة رافق الحملات العسكرية. دخلها كريستوفر كولومبوس عام 1502، وعلى شرف ذلك أقيم قداس كاثوليكي وهو الأول في العالم الجديد في 14 أغسطس من عام 1502 في بونتا كاكسيناس، بعد أسبوعين من اكتشاف «هندوراس» من قبل كريستوفر كولومبوس. وفي عام 1523 دخلتها أول قوات إسبانية أراضي هندوراس بقيادة جيل جونزاليس، وفي عام 1524 وصلها فوج تنظيمي لحكم الدولة برئاسة فرانسيسكو دي لاس كاساس. تلاه إرسال المبشرين من الفرنسيسكان، والدومينيكان، والأوغسطينيين للبلاد، لتحويل السكان الأصليين إلى الديانة المسيحية. وعمل الرهبان اليسوعيين بين شعوب المايا وقاموا بإرسال البعثات التبشيريَّة بين السكان الأصليين. وقد كانت الكنيسة منظمة ولعب دور بارز في المجتمع منذ وقت مبكر من الحقبة الإستعمارية في وقت مبكر. وبالإضافة إلى ذلك كانت الكنيسة الإستعمارية مؤسسة غنية للغاية، حيث امتلكت مساحات من الأرضي، وشغل الكهنة منصب المرابين وبحلول نهاية الحقبة الإستعمارية.
أُقيمت أسقفية في منطقة هندوراس في القرن السادس عشر، وكان كرسي كوماياغوا ناشطاً في وقت الاستقلال. ومع ذلك، لم يكن هناك أسقف من عام 1819 إلى عام 1842. وقع جزء صغير من هندوراس تحت تأثير البريطانيين، ونتيجة لذلك اكتسبت الكنائس البروتستانتية خصوصًا الكنيسة الأنجليكانية والمورافيَّة موطئ قدم على ساحل البحر الكاريبي. شهد التاريخ المبكر لساحل البعوض أيضًا مشاركة طفيفة من قبل البيوريتانيين.

### الاستقلال

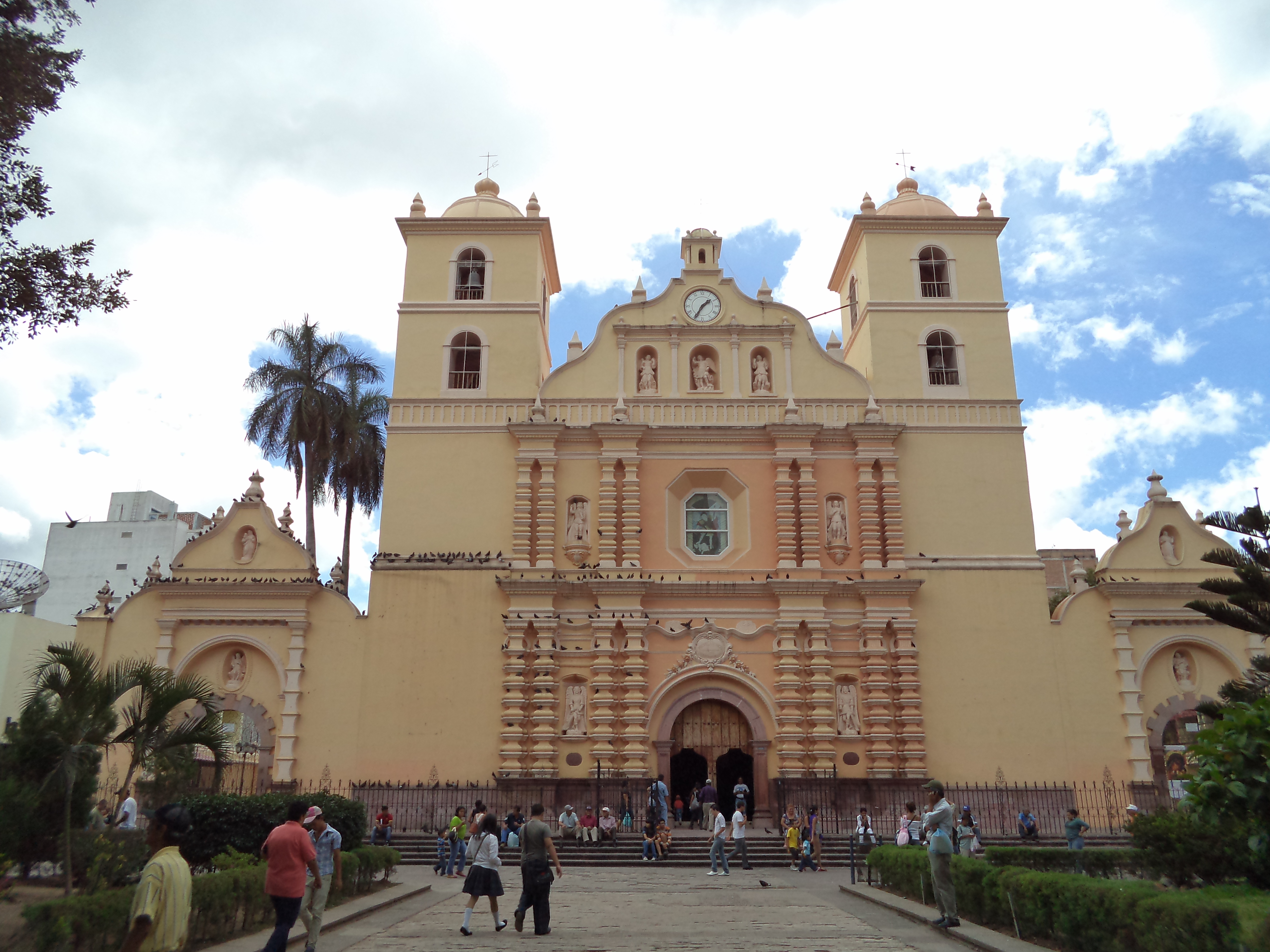
كاتدرائية تيغوسيغالبا.

أصبحت هندوراس دولة مستقلة في عام 1821 ومنذ ذلك الحين اتخذت النظام الجمهوري، ومنذ الاستقلال نص الدستور على حرية الدين، وساهمت القوانين والسياسات الأخرى في ممارسة الدين بحرية عامة. استقلت البلاد عن إسبانيا عام 1821 وعن الإمبراطورية المكسيكية الأولى عام 1823 عندما انضمت هندوراس إلى تشكيل جمهورية أمريكا الوسطى الاتحادية قصيرة الأجل. سرعان ما قوض الاحتكاك بين الفصائل الليبرالية والمحافظة الاتحاد الفيدرالي. بشكل عام، فضلَّ الليبراليون نظام الجمهورية، والتجارة الحرة، وتقليص التنظيم الحكومي، ونزع السلطات السياسية والاقتصادية لرجال الدين الكاثوليك، وتقليد نماذج التنمية الأجنبية. في حين دافع المحافظون عن سلطة رجال الدين الكاثوليك، وكانوا يميلون إلى نظام الملكية، ول يثقوا بالنماذج الأجنبية، وكانوا عمومًا أكثر تقليديين ومؤيدين للإسبان في وجهات نظرهم. في عام 1830، أصبح فرانسيسكو مورازان، أحد الليبراليين الهندوراسيين، رئيسًا لهذا الاتحاد، وشجع على مدى عقد السياسات الليبرالية التي حدت من السلطة والامتيازات التقليدية لرجال الدين الكاثوليك وزادت من الصادرات الزراعية. حاول فرانسيسكو مورازان أن يُحول أمريكا الوسطى إلى أمة متقدمة ودولة واحدة كبيرة. وقد سّن ورازان الكثير من قوانين الإصلاحات الليبرالية في جمهورية أمريكا الوسطى الفيدرالية الجديدة، مثل حرية الصحافة والتعبير والدين. بالإضافة إلى ذلك، حدّ مورازان من سلطة الكنيسة، حيث جعل الزواج مدنيًا وألغى مساعدة الحكومة في جمع العُشور.
أدَّت المعارضة الشعبية والمحافظة للسياسات الليبرالية إلى انهيار الاتحاد، وأعلنت هندوراس استقلالها المطلق في 5 نوفمبر عام 1838. وتولى المحافظون المؤيدون في هندوراس السيطرة تحت قيادة فرانسيسكو فيريرا، الذي أصبح أول رئيس دستوري في 1 يناير عام 1841. خلال منتصف القرن التاسع عشر، على الرغم من إعلانها سيادتها، دعمت هندوراس الجهود المبذولة لاستعادة اتحاد أمريكا الوسطى، في حين كان استقلالها الحقيقي مقيدًا بشدة من قبل جيرانها الأكثر قوة. استمرت هيمنة المحافظين حتى عقد 1870، وخلال تلك الفترة استعادت الكنيسة موقعها السابق ووقعت حكومة هندوراس اتفاقية في عام 1861 مع الكرسي الرسولي في روما.

### العصور الحديثة

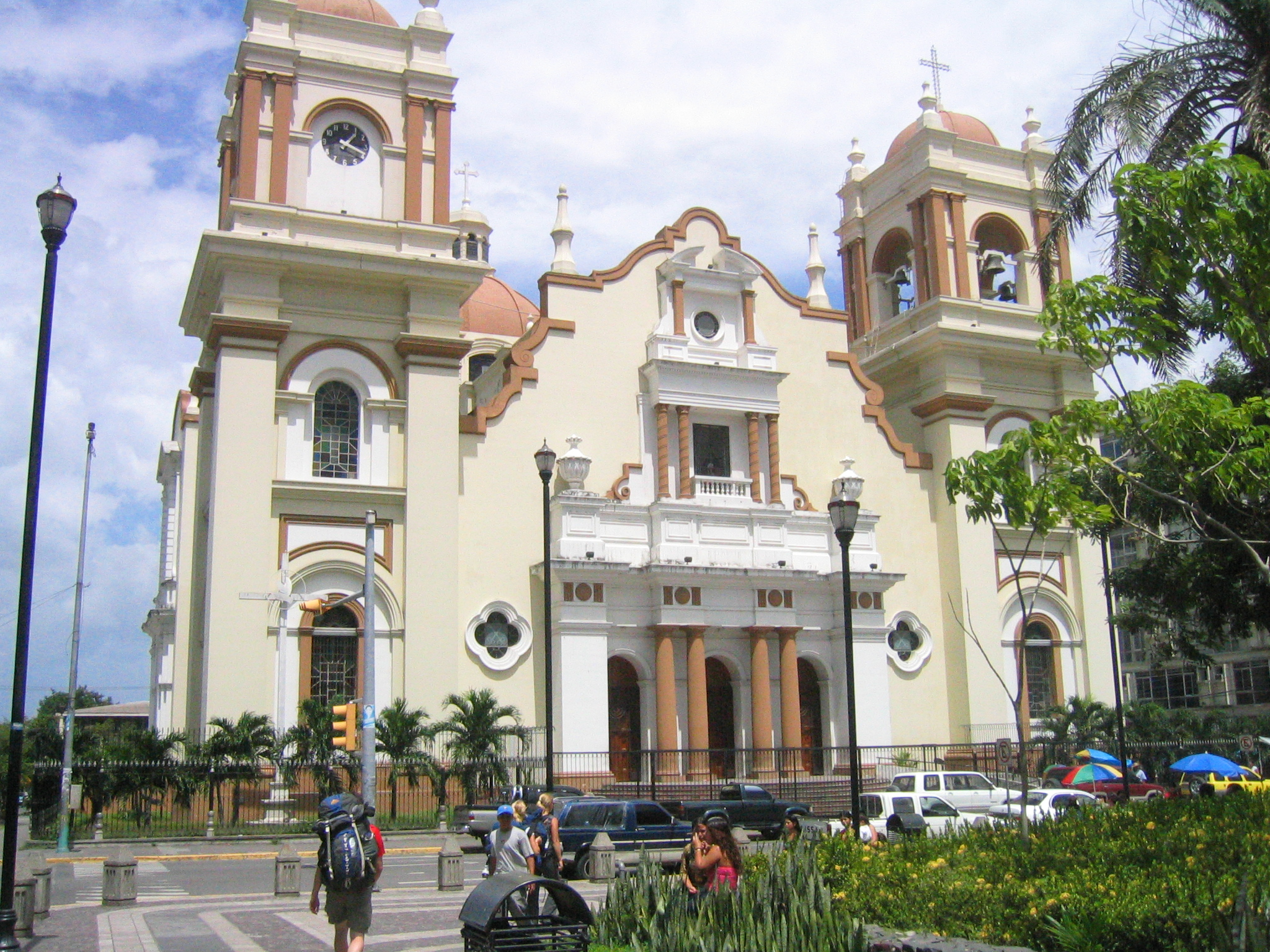
كاتدرائية سان بيدرو سولا.

استقبلت هندوراس أول مهاجر عربي لها في عام 1896، وبحلول عام 1918، وفقًا لمسح محلي، كان المهاجرون العرب إلى حد كبير من أصول مسيحية فلسطينية في سان بيدرو سولا، ثاني أكبر مدينة في البلاد. لقد هاجروا بسبب السيطرة العثمانية على فلسطين التاريخية وبلاد الشام، حيث فرَّ العرب بجوازات سفر عثمانية واكتسبوا لقبهم المعروف في البلاد، توركوس (بالإسبانيَّة: Turcos). انتعشت الهجرة مرة أخرى بعد الحرب العالمية الثانية والحرب العربية الإسرائيلية عام 1948. المجتمع المسيحي الفلسطيني (معظمهم من أتباع الكنيسة الأرثوذكسية الشرقية والكاثوليكية) مندمج بشكل جيد في هندوراس، ويبرزون في مجال الأعمال التجارية، والتجارة، والخدمات المصرفية، والصناعة، والسياسة.
طوال أواخر القرن التاسع عشر وحتى القرن العشرين كانت هندوراس مسرحًا لاضطراب سياسي مستمر، غالبًا ما كان ذا طبيعة عنيفة. طغت الحروب الداخلية والانقلابات العسكرية خلال الحربين العالميتين الأولى والثانية، عندما قاتلت هندوراس ضد ألمانيا. خلال الخمسينيات والستينيات من القرن العشرين، بدا أن النزاعات الحدودية مع نيكاراغوا والسلفادور المجاورة قد تم حلها، وبدعم من الولايات المتحدة تبنت الحكومة دستورًا جديدًا في عام 1982. واستمر النزاع الحدودي مع نيكاراغوا في التهديد بالعنف حتى أواخر عام 1999، ويرجع ذلك جزئيًا إلى لاستخدام هندوراس من قبل مقاتلي حرب العصابات كقاعدة خلال حرب الكونترا مع حكومة نيكاراغوا. وبحلول أواخر عقد 1990، قدَّمت دول مثل فرنسا المساعدة للمنطقة من خلال الموافقة على التنازل عن حصتها من قروض المساعدة البالغة 4.3 مليون دولار، ووصلت المساعدات الدولية في أعقاب الدمار اللذين تسبب فيها إعصار ميتش في نوفمبر عام 1998. كان البابا يوحنا بولس الثاني صريحًا في تشجيعه لمثل هذه الجهود في هندوراس والبلدان المجاورة، كما شارك في جهود الوساطة في النزاعات السياسية في أمريكا الوسطى.

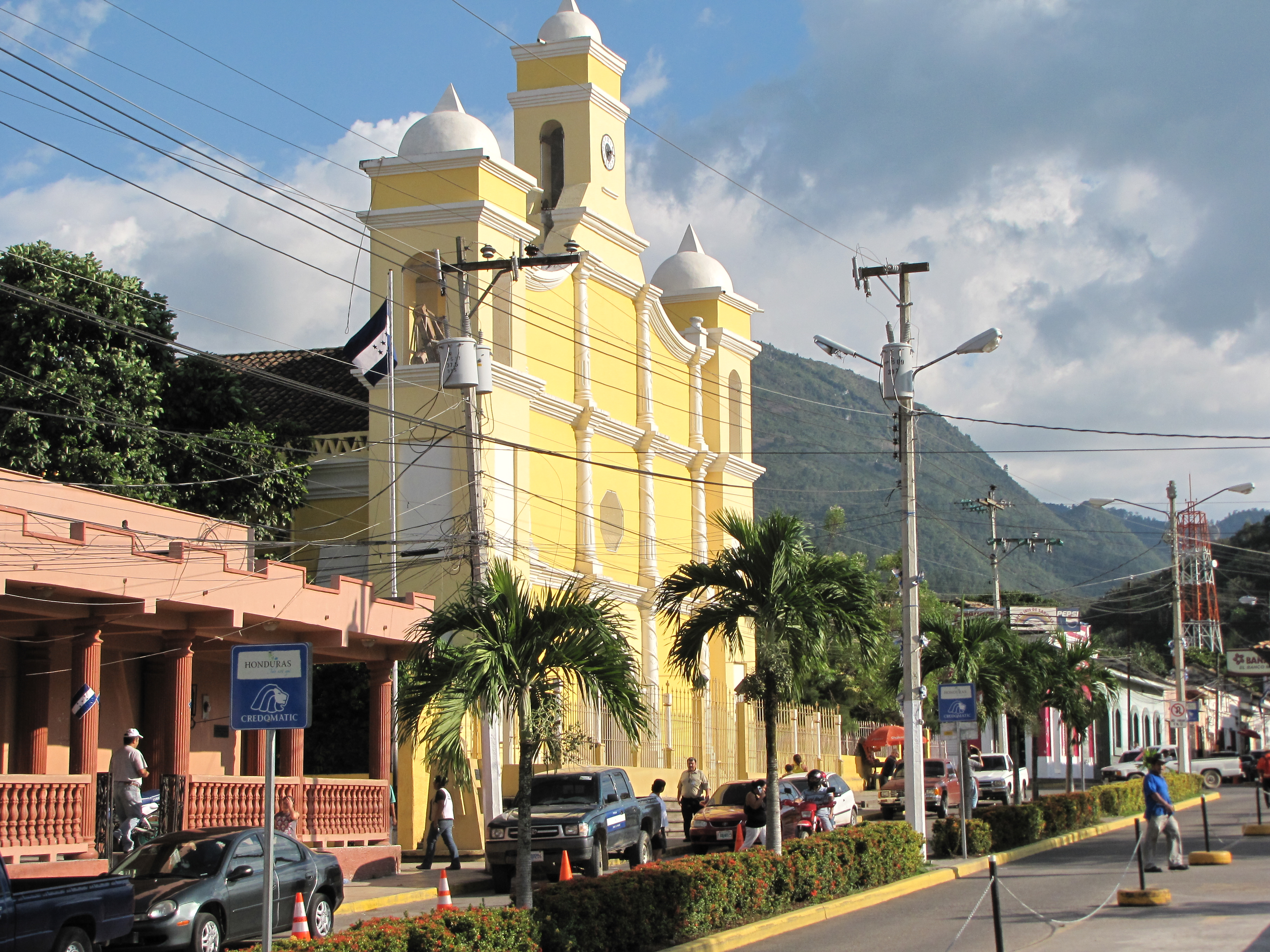
كنيسة في سانتا باربرا.

كان النقص في أعداد رجال الدين الكاثوليك مشكلة مستمرة للكنيسة الكاثوليكية طوال منتصف إلى أواخر القرن العشرين. وضمت الكنيسة الكاثوليكية على العديد من المدارس الابتدائية والثانوية الكاثوليكية في جميع أنحاء هندوراس. وواصلت حكومة هندوراس علاقتها الودية مع الكنيسة الكاثوليكية، على سبيل المثال قامت بتمويل بناء تمثال للمسيح على جبل يطل على جبل تيغوسيغالبا في عام 1997. مع انتقال الحكومة من السيطرة العسكرية إلى السيطرة المدنية، سعت أيضًا إلى إيجاد طرق لإشراك أعضاء من التسلسل الهرمي الكاثوليكي في الانتقال السياسي كوسيلة لبناء الثقة بين مواطني هندوراس. في عام 1998، رخصت الحكومة عمل منظمة التضامن الكاثوليكي، وهي أول شبكة تلفزيونية تابعة للكنيسة الكاثوليكية في هندوراس. وفي خطوة أكثر إثارة للجدل، أمرت الحكومة في عام 2000 بقراءة الكتاب المقدس في جميع مدارس هندوراس، وهو إجراء عارضته حتى الكنيسة الكاثوليكية باعتباره غير دستوري. دعمت الكنيسة الكاثوليكية في هندوراس التوعية المسكونية، وتم تكليف رئيس الأساقفة أوسكار رودريغيز مارادياجا من تيغوسيغالبا بمسؤولية العلاقات بين الأديان في البلاد.
يحمي القانون على جميع المستويات هذا الحق بالكامل ويجرم أي إساءة المعاملة، سواء من جانب الجهات الفاعلة الحكومية أو الخاصة. وتحترم الحكومة عمومًا الحرية الدينية في الممارسة العملية. وفي عام 2008 لم تتلق الحكومة الأمريكية أي تقارير عن انتهاكات أو تمييز مجتمعي في هندوراس على أساس الانتماء الديني أو المعتقد أو الممارسة. في السنوات الأخيرة كانت الجماعات الدينية الرئيسية هي الكنيسة الرومانية الكاثوليكية والبروتستانتية، وتتكون الكنيسة الكاثوليكية في هندوراس من ثماني أبرشيات وهي أبرشية تيغوسيغالبا وكوماياغوا وتشولوتيكا وأولانشو ويورو وسان بيدرو سولا وتروجيلو وكوبان. وقد شهدت كل من الكنيسة الكاثوليكية وكذلك الكنائس البروتستانتية، وخاصًة الطوائف الخمسينية نمو بفضل الأشكال الحديثة من التواصل الجماهيري في العقود الأخيرة، وكان هناك نمو سريع في الكنائس البروتستانتية، خاصةً منذ الاضطرابات التي سببها إعصار ميتش في عام 1998.

## الطوائف المسيحية

### الكنيسة الرومانية الكاثوليكية

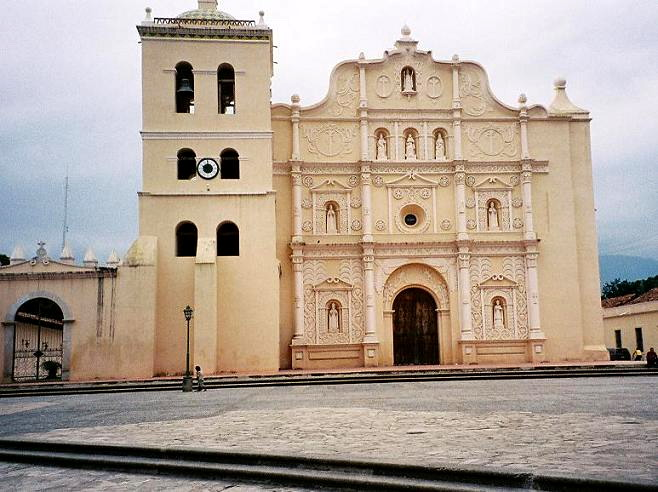
كاتدرائية كوماياغوا.

منذ الإستعمار الإسباني، أصبحت هندوراس بلد كاثوليكي. وكانت الكنيسة الكاثوليكية وما زالت تحتل مكانًا هامًا في الحكومة والمجتمع. ويعود تاريخ الكنيسة الرومانية الكاثوليكية في البلاد إلى الحقبة الإستعماريَّة الإسبانيَّة واستمرت كأهم مؤسسة في البلاد في القرن الحادي والعشرين. وتعد الكاثوليكية هي واحدة من الموروثات الرئيسيَّة للحقبة الإستعماريَّة الإسبانية، إلى جانب الإسبانية كلغة الأمة. ومع استقلال البلاد، أعطى دستور هندوراس الجمهوري معاملة تفضيلية للكاثوليكية حتى عام 1880 عندما تم السماح بالحرية الدينية الكاملة لجميع الطوائف الدينية.
إن كتاب حقائق وكالة الاستخبارات الأميركية عن العالم بنسخته الصادرة العام 2008 يشير إلى أن نسبة الكاثوليك تصل إلى 97% ونسبة البروتستانتية إلى 3%. تعليقًا على الاختلافات بين الإحصائيات فقد لاحظ جون جرين من منتدى بيو للدين والحياة العامة أن في كثير من الأحيان يحضر المؤمنين الطقوس الدينية في كنائس مختلفة وذلك من دون التخلي عن الكنيسة التي ولد فيها. في حين أشار تقرير الحرية الدينية الدولية لعام 2008 إلى استطلاع غالوب CID حيث وجد في الإستطلاع أنَّ 47% من سكان هندراوس عرفوا أنفسهم بأنهم كاثوليك، مقابل 36% عرفوا أنفسهم بأنهم بروتستانت إنجيليين. ووفقًا لمعهد لاتينيو باروميترو عام 2013 حوالي 48.7% من سكان هندوراس من أتباع الكنيسة الرومانية الكاثوليكية، مقابل 41% من أتباع الكنائس البروتستانتية المختلفة.
بالمقابل بحسب احصاءات الكنيسة الكاثوليكية تُقدر عضوية أتباعها بحوالي 81% من السكان، وتطلب الكنيسة الكاثوليكية من كهنتها (في أكثر من 185 أبرشية) تبيان تعداد الرعية في كل عام. ويتوزع كاثوليك البلاد على ثمانية أبرشيات وأسقفية. ولا تزال الكنيسة الكاثوليكية الكنيسة الوحيدة المعترف بها، وتملك شبكة واسعة من المدارس والمستشفيات والمؤسسات الرعوية (بما في ذلك كلية الطب الخاصة). يُحظى المطران أوسكار أندريس رودريغز مارادياغا بشعبية كبيرة، سواء مع الحكومة والكنائس الأخرى.

### الكنائس البروتستانتية

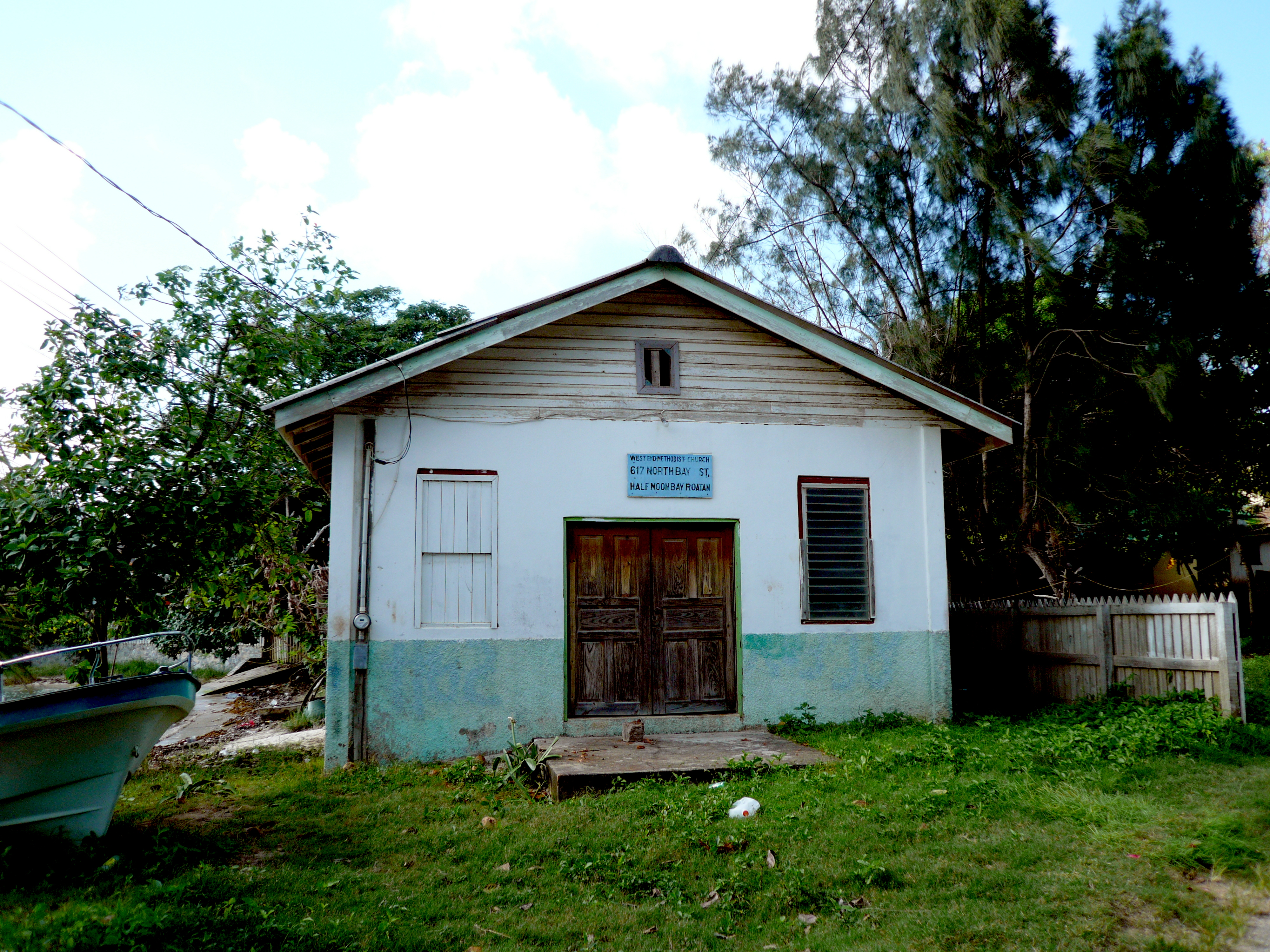
كنيسة ميثودية في هندوراس.

بدأت الكنائس الإنجيلية تكسب موطئ قدم في البلاد منذ 1980 خصوصاً في إدارة جزر الخليج وشرق البلاد، ووجدت دراسة قامت بها مركز بيو للأبحاث عام 2014 أنَّ حوالي 41% من سكان البلاد من أتباع الكنائس الخمسينية والطوائف البروتستانتية التقليدية. شهدت هندوراس في الآونة الأخيرة نمو ملحوظ في أعداد ونسب المذهب الخمسيني البروتستانتي؛ وقد وجدت دراسة قامت بها مركز بيو للأبحاث عام 2014 حول الديانة في أمريكا اللاتينية أن حوالي 41% سكان هندوراس من البروتستانت؛ ويُشكل الخمسينيين حوالي 53% من مجمل المذاهب البروتستانتية. وتتواجد في هندوراس عدد من المذاهب البروتستانتية المختلفة وهي في ازدهار منها الانجليكانية، والمشيخية، والميثودية، والأدفنتست، واللوثرية، والمورمون والكنائس الخمسينية. تملك الكنائس البروتستانتية مدارس وكليات لاهوت البروتستانتية. كان أتباع الكنيسة الميثودية، والذين أسسوا أولى كنائسهم في هندوراس عام 1859، من أكبر الأقليات المُعترف بها.

### الكنائس المسيحية الشرقية
هناك تواجد للكنائس المسيحية الشرقية أغلبهم مهاجرون مسيحيون عرب من الشرق الأوسط ومسيحيين من أوروبا الشرقية، وهناك تواجد ملحوظ للمسيحيين الفلسطينيين، والمجتمع المسيحي الفلسطيني مندمج بشكل جيد في هندوراس، ويبرزون في مجال الأعمال التجارية، والتجارة، والخدمات المصرفية، والصناعة، والسياسة. وكثيرًا ما يطلق على العرب مصطلح توركوس ويرجع ذلك إلى حقيقة أن العديد من الدول العربية كانت تحت سيطرة الدولة العثمانية في الوقت الذي بدأت فيه موجة الهجرة الكبيرة، ودخل معظم العرب الشوام إلى البلاد مع هويات عثمانية وكان قد هرب الكثير من العرب الشوام خاصًة المسيحيين منهم من سياسة التي اتبعتها العثمانيين. وقد جاء أيضًا جماعات عرقية من الأرمن التابعين للكنيسة الرسولية الأرمنية هربًا من الإبادة الجماعية للأرمن التي قامت بها الحكومة العثمانية بحقهم. وازدادت هجرة المسيحيين الفلسطينيين إلى هندوراس بعد عام 1948 وتأسيس دولة إسرائيل والذين فروا أو طردوا أثناء حرب 1948.

## الإلترام الديني

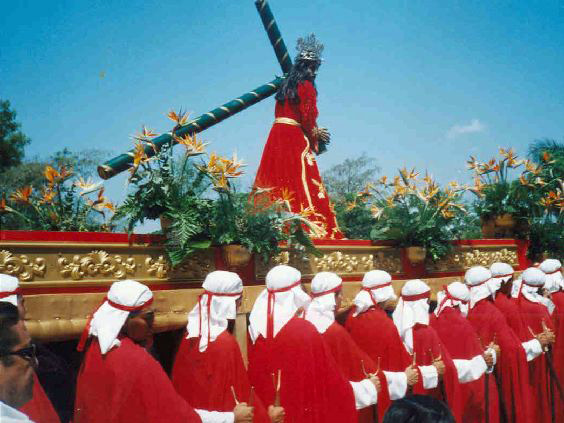
تطواف ديني في مدينة كوماياغوا خلال أسبوع الآلام.

وجدت دراسة قامت بها مركز بيو للأبحاث عام 2014 أنَّ حوالي 90% من مسيحيي هندوراس يعتبرون للدين أهميَّة في حياتهم، ويؤمن 99% من كل من الكاثوليك والبروتستانت بالله، ويؤمن 78% من الكاثوليك وحوالي 87% من البروتستانت بحرفيَّة الكتاب المقدس. وقد وجدت دراسة قامت بها مركز بيو للأبحاث عام 2014 أنَّ حوالي 64% من المسيحيين يُداومون على حضور القداس على الأقل مرة في الأسبوع. في حين أنَّ 82% من المسيحيين يُداومون على الصلاة يوميًا.
على المستوى المذهبي وجدت الدراسة أنَّ البروتستانت هي المجموعات الدينية التي تملك أعلى معدلات حضور وانتظام للطقوس الدينية مع وجود أغلبية من الملتزمين دينيًا. عمومًا يعتبر البروتستانت الإنجيليين أكثر تدينًا من الكاثوليك؛ وقد وجدت دراسة قامت بها مركز بيو للأبحاث عام 2014 أنَّ حوالي 82% من البروتستانت يُداوم على الصلاة يوميًا بالمقارنة مع 81% من الكاثوليك. ويقرأ حوالي 66% من البروتستانت الكتاب المقدس أسبوعيًا على الأقل بالمقارنة مع 44% من الكاثوليك. ويُداوم 76% من البروتستانت على حضور القداس على الأقل مرة في الأسبوع بالمقارنة مع 64% من الكاثوليك. ويصُوم حوالي 56% من البروتستانت خلال الصوم الكبير بالمقارنة مع 32% من الكاثوليك. ويُقدم حوالي 59% من البروتستانت الصدقة أو العُشور، بالمقارنة مع 28% من الكاثوليك. وقال حوالي 44% من البروتستانت أنهم يشتركون في قيادة مجلس الكنيسة أو مجموعات صلاة صغيرة أو التدريس في مدارس الأحد، بالمقارنة مع 25% من الكاثوليك.

### القضايا الإجتماعية والأخلاقية
عمومًا يعتبر البروتستانت أكثر محافظة اجتماعيًة بالمقارنة مع الكاثوليك؛ يعتبر حوالي 96% من البروتستانت الإجهاض عمل غير أخلاقي بالمقارنة مع 96% من الكاثوليك، ويعتبر حوالي 94% من البروتستانت المثلية الجنسية ممارسة غير اخلاقية وخطيئة بالمقارنة مع 83% من الكاثوليك، حوالي 96% من البروتستانت يعتبر شرب الكحول عمل غير أخلاقي بالمقارنة مع 89% من الكاثوليك، ويعتبر حوالي 83% من البروتستانت العلاقات الجنسية خارج إطار الزواج ممارسة غير أخلاقية بالمقارنة مع 80% من الكاثوليك، ويعتبر حوالي 61% من البروتستانت الطلاق عمل غير أخلاقي بالمقارنة مع 59% من الكاثوليك.

## معرض الصور

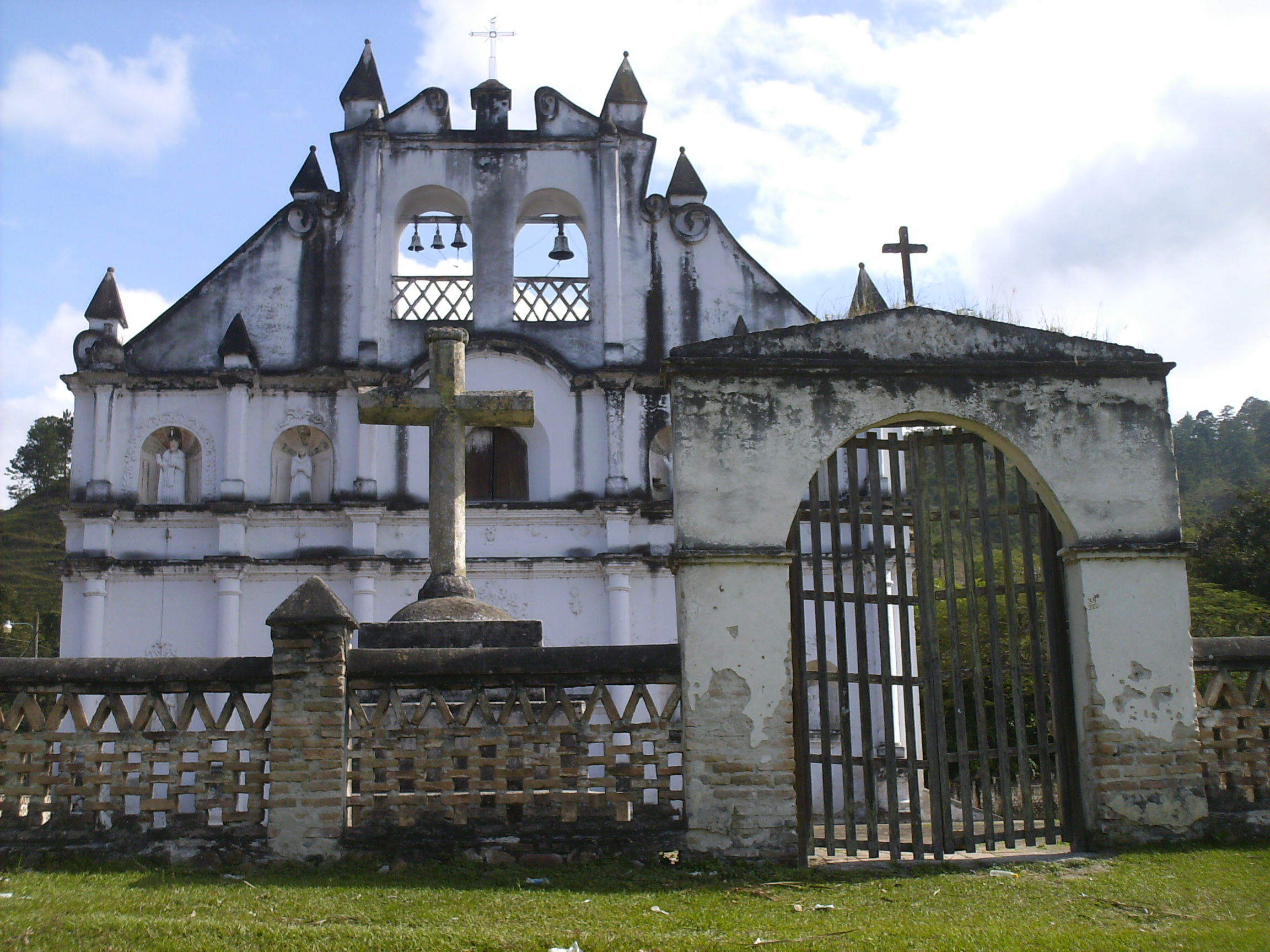
كنيسة كاثوليكية في لا إيجوال
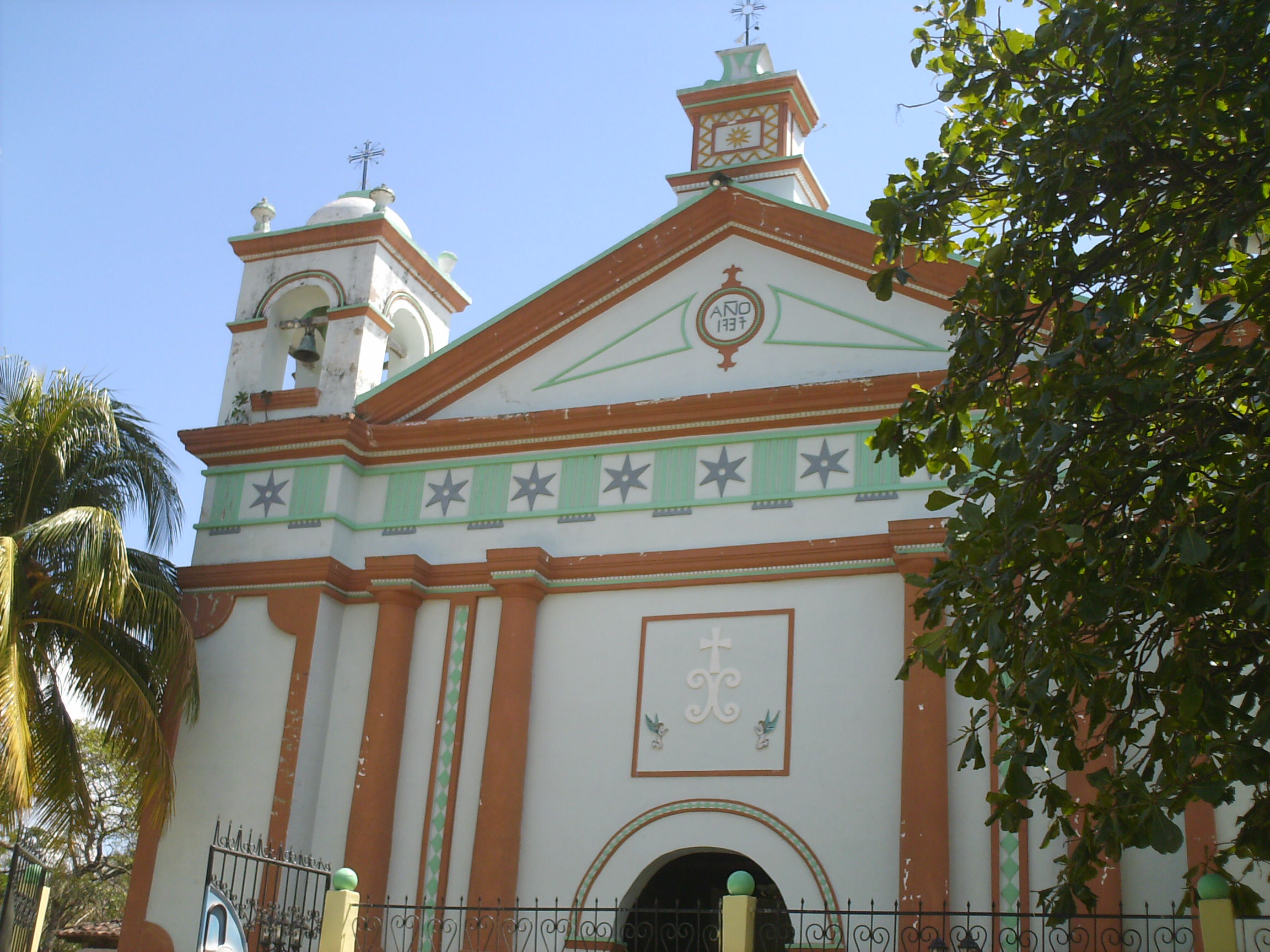
كنيسة القديس فرنسيس في ليمبيرا
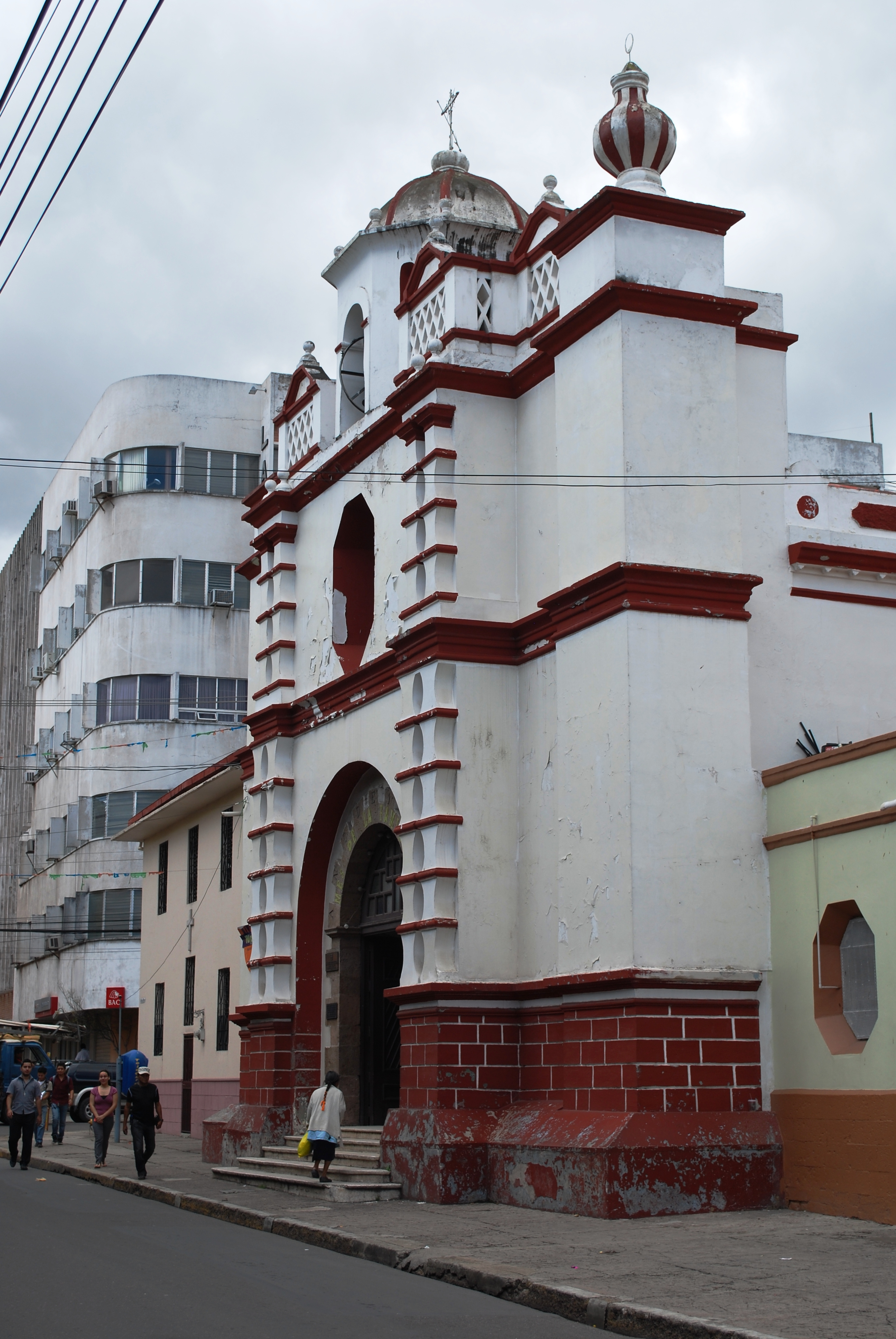
كاتدرائية الحبل بلا دنس في كوماياغويلا
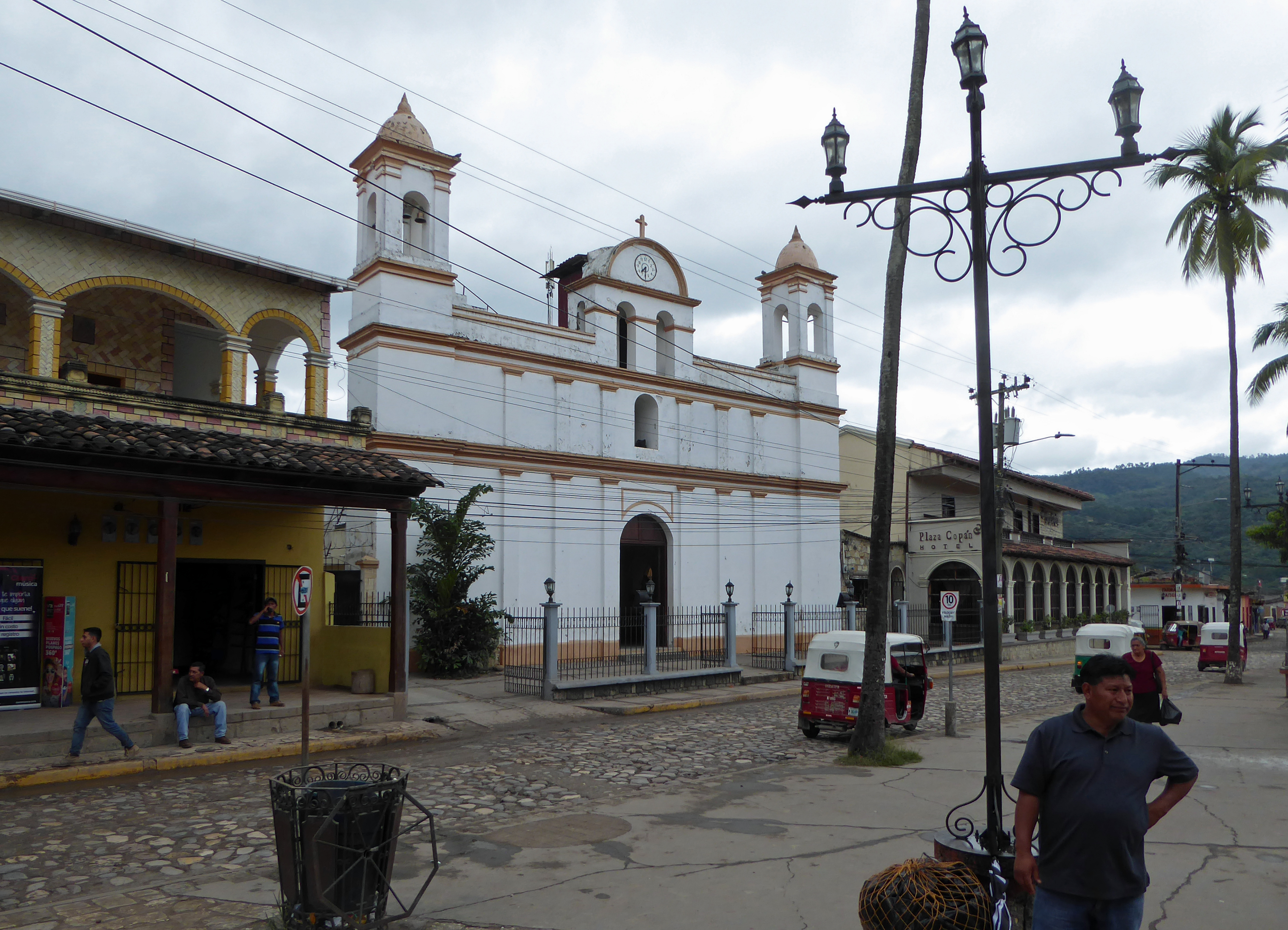
كنيسة القديس يوسف في كوبان رويناس
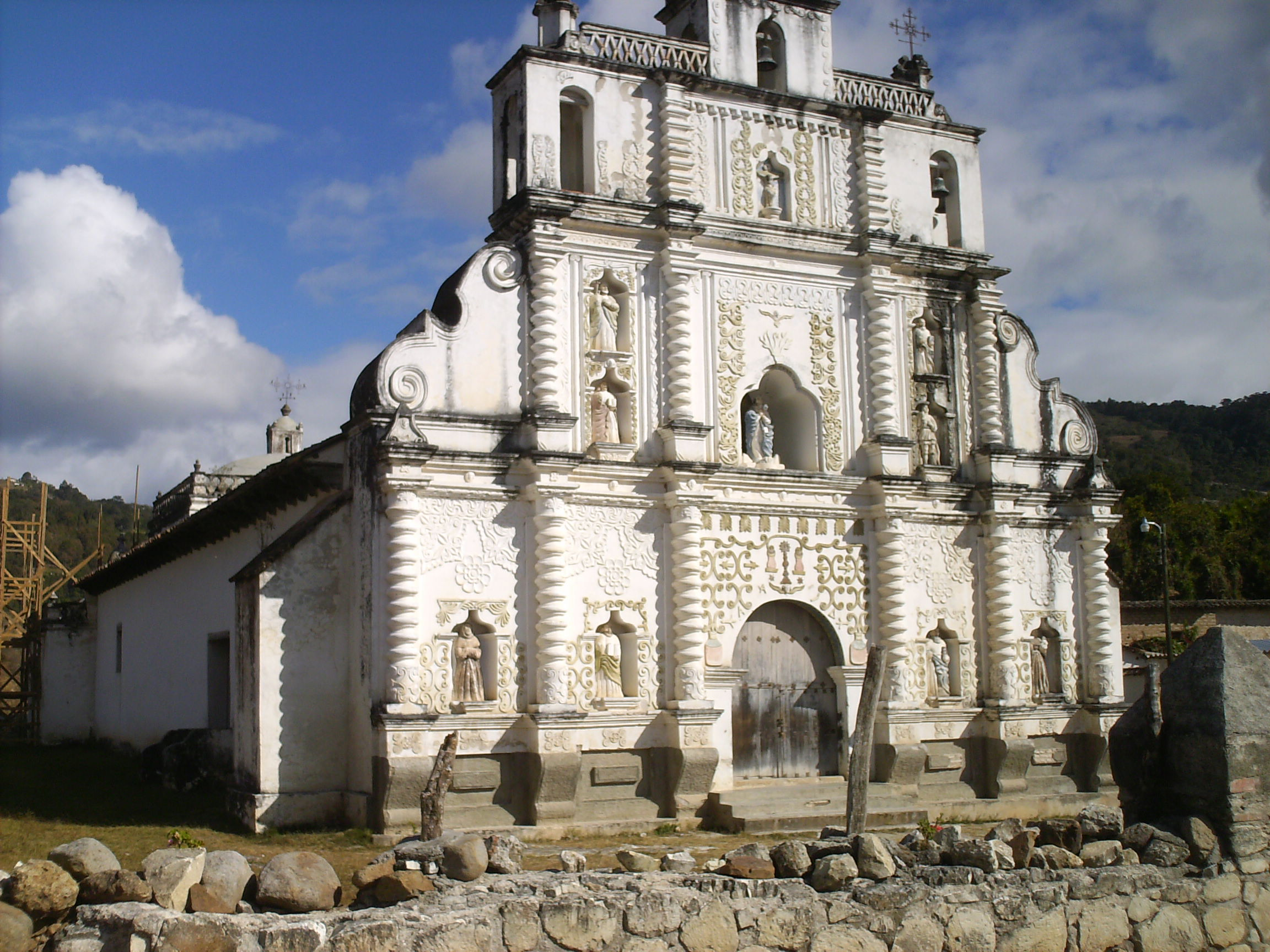
كنيسة سان ميغيل في سان مانويل كولوهيت